# Sheen
Sheen es una parroquia civil y un pueblo del distrito de Staffordshire Moorlands, en el condado de Staffordshire (Inglaterra).

## Geografía
Según la Oficina Nacional de Estadística británica, Sheen tiene una superficie de 11,62 km².

## Demografía
Según el censo de 2001, Sheen tenía 241 habitantes (53,11% varones, 46,89% mujeres) y una densidad de población de 20,74 hab/km². El 20,33% eran menores de 16 años, el 72,61% tenían entre 16 y 74, y el 7,05% eran mayores de 74. La media de edad era de 42,13 años. Del total de habitantes con 16 o más años, el 26,56% estaban solteros, el 63,54% casados, y el 9,9% divorciados o viudos.
El 97,51% de los habitantes eran originarios del Reino Unido. El resto de países europeos englobaban al 1,24% de la población, mientras que el 1,24% había nacido en cualquier otro lugar. Todos los habitantes eran blancos. El cristianismo era profesado por el 86,36% y el judaísmo por el 1,24%, mientras que el 5,37% no eran religiosos y el 7,02% no marcaron ninguna opción en el censo.
Había 89 hogares con residentes y 3 eran alojamientos vacacionales o segundas residencias.